# Euglossa nigropilosa
Euglossa nigropilosa är en biart som beskrevs av Jesus Santiago Moure 1965. Euglossa nigropilosa ingår i släktet Euglossa, tribus orkidébin, och familjen långtungebin. Inga underarter finns listade.